# Charles Alston
Charles Henry Alston (28 de noviembre de 1907 - 27 de abril de 1977) fue un artista, muralista y maestro estadounidense.
Inició su carrera artística mientras estudiaba en la Universidad de Columbia, donde obtuvo su título Master of Fine Arts (MFA). Ilustraba las portadas de álbumes para el músico de jazz Duke Ellington y portadas de libros para el poeta Langston Hughes. Tuvo la influencia de los muralistas mexicanos, en particular Diego Rivera. 
Alston pintó murales a través de Harlem, incluyendo murales relacionados con la Gran Depresión como parte del Proyecto de Arte Federal de la Works Progress Administration. De estas obras, la más conocida es una serie de murales creada por Alston y otros artistas de Harlem para el centro de salud Harlem Hospital Center. Los esbozos propuestos para los murales fueron objetados por dos de los directivos del hospital, porque consideraban que había un número excesivo de negros representados en los mismos. A pesar de esto, gracias a la ayuda financiera de Louis T. Wright, el primer afrodescendiente en formar parte del personal del Hospital, el asunto recibió suficiente publicidad y apoyo como para permitir que los murales se concluyeran.
La obra de Alstons a menudo incorporaba rasgos del Arte africano. Durante la Gran Depresión, dirigió junto con el escultor Henry Bannarn el taller Harlem Art Workshop, donde educaron artistas tales como Jacob Lawrence. Alston fue el primer instructor afrodescendiente de la Liga de estudiantes de arte de Nueva York (1950-1971) y del Museo de Arte Moderno de Nueva York (1956). Se convirtió en profesor en la City University of New York en 1973. Aparte de sus murales, algunas de sus pinturas, esculturas e ilustraciones forman parte de colecciones permanentes en el Museo Metropolitano de Arte y el Whitney Museum of American Art.

## Biografía

### Inicios
Charles Henry Alston nació el 28 de noviembre de 1907 en Charlotte, Carolina del Norte, hijo del reverendo Primus Priss Alston y Ana Elizabeth Miller Alston. Fue el más joven de cinco hijos, Solo sobrevivieron tres últimos la infancia: Su hermana Rousmaniere y sus hermanos Wendell y Carlos.
Su padre nació en la esclavitud en 1851 en Pittsboro, Carolina del Norte. Después de la Guerra Civil Americana, se graduó en el San Colegio San Agustín y se convirtió en un ministro prominente y fundador de la Iglesia Episcopal de San Miguel. Se le describió como un hombre de raza: Un afroamericano que dedicó su talento a la promoción de la raza negra. El reverendo Alston conoció a su esposa cuando ella era una estudiante de su escuela. Charles fue apodado "Spinky" por su padre, apodo que mantuvo de adulto. En 1910, cuando Charles tenía tres años, su padre murió repentinamente de una hemorragia cerebral.
En 1913 se casó con Anna Alston Harry Bearden. Mediante este matrimonio, el futuro artista Romare Bearden se convirtió en primo de Charles. Las dos familias Bearden vivían en la misma calle. La amistad entre Charles y Romare duraría toda la vida. De niño Alston copiaba los dibujos de trenes y coches que pintaba su hermano mayor, Wendell. Charles también jugó con el barro, haciendo una escultura de Carolina del Norte. 
En 1915 la familia se mudó a Nueva York, como muchas otras muchas familias afroamericanas durante la Gran Migración Negra. El padrastro de Alston, Henry Bearden, partió antes que su esposa e hijos para conseguir un empleo como supervisor de operaciones de ascensores en el Bretton Hotel de Upper West Side. La familia vivía en Harlem. Durante la Gran Depresión, la gente de Harlem sufrió mucho económicamente. La fortaleza estoica que se vivió dentro de la comunidad se expresó más tarde en obras de arte de Carlos. Durante sus años en la escuela pública 179 de Manhattan, sus capacidades artísticas ya eran conocidas, y se le pedía que dibujara todos los carteles de la escuela durante sus años allí.

### Universidad
Alston se graduó en la DeWitt Clinton High School, donde destacó por su excelencia académica y fue el editor de arte de la revista de la escuela,The Magpie. Fue miembro de Arista – National Honor Society y también estudió dibujo y anatomía los sábados en la escuela de la National Academy of Design. En la escuela secundaria realizaría su primera pintura al óleo, aprendiendo gracias a su tía Bessye J. Bearden, donde asistían artistas como Duke Ellington o Langston Hughes. Después de graduarse en 1925, asistió a la Universidad de Columbia, después de no conseguir una beca para la Escuela de Bellas Artes de la Universidad de Yale. Alston entró en el programa de arquitectura solo a perder el interés al ver la falta de éxito de muchos arquitectos afroamericanos en el sector. Después también estuvo experimentando con medicina, hasta que entró en el programa de bellas artes. Durante su estancia en Colombia se unió a Alpha Phi Alpha, trabajó en el  Columbia Daily Spectator  y dibujó caricaturas para la revista de la escuela Jester of Columbia. También trabajó en restaurantes y clubes de Harlem, donde incrementaría su amor por el jazz y la música negra. En 1929 se graduó y obtuvo una beca para estudiar en la Teachers College, Columbia University, Donde obtuvo su Maestría en 1931.

### Últimos años
Entre 1942 y 1943 Alston fue colocado en el ejército en Fort Huachuca, Arizona. Al regresar a Nueva York el 8 de abril de 1944, se casó con Myra Adele Logan, una interna en el Hospital de Harlem. Se conocieron cuando él trabajaba en un el proyecto de los murales del hospital. Se fueron a vivir a la Edgecombe Avenue, cerca de Highbridge Park. La pareja vivía cerca de la familia, en sus reuniones frecuentes Alston disfrutaba cocinando y Myra tocaba el piano. Durante la década de 1940 Alston también tomó clases de arte de vez en cuando, estudiando con Alexander Kostellow.
En enero de 1977 Myra Logan murió. Meses más tarde, el 27 de abril de 1977, Charles Spinky Alston murió tras una larga lucha contra el cáncer. Su funeral se llevó a cabo en la Iglesia Episcopal St. Martins el 21 de mayo de 1977, en Nueva York.

## Carrera profesional

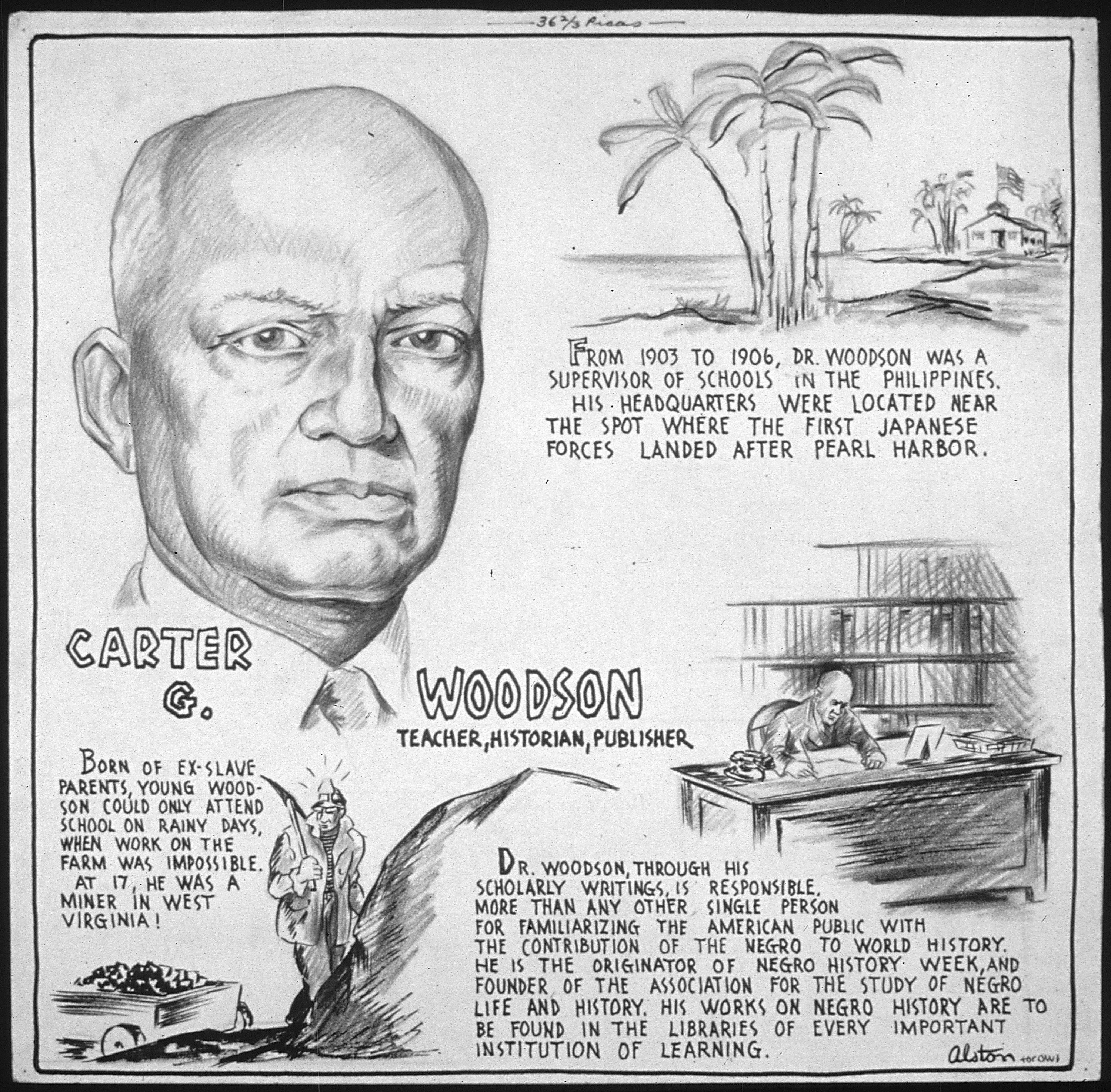
Carter G. Woodson Ilustración, de la Oficina de la guerra

Mientras que la obtención de su título de maestría, Alston fue director de los niños trabajan en la Casa de los Niños de la utopía, iniciado por James Lesesne Wells. Él también comenzó a la enseñanza en el Harlem Taller de Artes, fundada por el Augusta Savage en el sótano de lo que hoy es el Centro Schomburg para la Investigación de la Cultura Negro. estilo de enseñanza de Alston fue influenciado por la obra de John Dewey, Arthur Wesley Dow y Thomas Munro. Durante este período, Alston comenzó a enseñar a los 10 años de edad, Jacob Lawrence, a quien una fuerte influencia. Alston fue introducido en África arte por el poeta Alain Locke. En a finales de 1920 se unió a artistas Alston negro Bearden y otros que se negaron a exponer en William E. Harmon Foundation muestra, que contó con todos los artistas y negro en sus exposiciones itinerantes. Alston y sus amigos pensaron que las exposiciones fueron curadas por un público blanco, una forma de segregación que los hombres protestaron. No quería dejarse de lado, pero expuestos en el mismo nivel que sus compañeros de arte de cada color de la piel.
En 1938, el Rosenwald Fondo, siempre que el dinero para viajar a Alston del Sur, que fue su primera declaración desde que salió de allí como un niño. Su viaje con Giles Hubert, un inspector de la Farm Security Administration, le dio acceso a ciertas situaciones y fotografió a muchos aspectos de la vida rural. Estas fotografías sirven como base para una serie de retratos de género "que representan la vida negro del sur. En 1940 se terminó,los agricultores del tabaco, el retrato de un joven agricultor negro en blanco mono y una camisa azul con una mirada joven pero serio en su rostro, sentado en frente del paisaje y los edificios que trabaja en y adentro Ese mismo año recibió una segunda ronda de financiación con cargo al Fondo Rosenwald para viajar al sur, y pasó un tiempo prolongado en la Universidad de Atlanta.
Durante los años 1930 y 1940, Alston realizado ilustraciones para revistas como Fortune, Mademoiselle,La Nueva, Yorker Melody Maker y otros. También diseñó portadas de discos para artistas como Duke Ellington  y Coleman Hawkins. Alston se convirtió en artista de personal de la Oficina de Información de Guerra y Relaciones Públicas en 1940, la creación de dibujos de notable afroamericanos. Estas imágenes fueron utilizadas en más de 200 periódicos negro en todo el país por el gobierno para "fomentar la buena voluntad de la ciudadanía negro". 
Alston finalmente dejó su trabajo comercial para centrarse en su propia obra de arte. En 1950 se convirtió en el primer afroamericano instructor en la Liga de estudiantes de arte de Nueva York, donde permaneció en la facultad hasta el año 1971. En 1950, su pintura fue exhibida en el Museo Metropolitano de Arte de Nueva York y su obra fue uno de los pocos adquirido por el museo. Consiguió su primera exposición individual en 1953 en la Galería John Heller, que representó a artistas como Roy Lichtenstein. Expuso cinco veces entre 1953 y 1958. 
En 1956 se convirtió en el primer afroamericano instructor en el Museo de Arte Moderno, donde impartió clases durante un año antes de ir a Bélgica en nombre del MOMA y el Departamento de Estado. Fue coordinador de centro de los niños de la comunidad en Expo 58. En 1958 se le concedió una beca y fue elegido como miembro de la Academia Americana de Artes y Letras.
En 1963 cofundó Alston Espiral. Con Romare Bearden y Hale Woodruff sirvió como un colectivo de la conversación y la exploración artística de un gran grupo de artistas que "lo negro dirigida artistas deben relacionarse con la sociedad estadounidense en un momento de la segregación". Artistas y seguidores se reunieron para las artes en espiral, como Emma Amos, Perry Ferguson y Merton Simpson
 Este grupo fue la versión de 1960 de 306, y Alston fue descrito como un "activista intelectual". En 1968 habló en Columbia sobre su activismo y en la espiral de mediados de los años 60 creó una exposición de obras de arte en blanco y negro. Sin embargo, la exposición no fue patrocinada oficialmente por el grupo por desavenencias internas del grupo.
En 1968 Alston recibió un nombramiento presidencial de Lyndon Johnson para el Consejo Nacional de la Cultura y las Artes. Mayor John Lindsay lo designó a la Nueva York Comisión de Arte en 1969. Él se hizo profesor de tiempo completo en la universidad de la Ciudad de Nueva York en 1973, donde él había enseñado desde 1968. En 1975 fue galardonado con el primer Premio al Alumno Distinguido de la Escuela Normal. el estudiante de arte de Liga creó un mérito de 21 años beca en 1977 bajo el nombre de Alston para conmemorar cada año de su mandato.

### Pintando una persona y una cultura
Alston compartió espacio de estudio con Henry Bannarn en el 306 W. 141o St, que sirvió como un espacio abierto para artistas, fotógrafos, músicos, escritores y similares. Otros artistas que celebraron espacio de estudio en 306, como Jacob Lawrence, Addison Bate y su hermano León. Durante este tiempo, Alston fundó el Gremio de Artistas de Harlem con Savage y Elba Lightfoot para trabajar por la igualdad en la Works Progress Administration. 
Durante los primeros años en la 306W, Alston se centró en el dominio del retrato. Sus primeras obras como Retrato de un hombre (1929) son de estilo realista y detallado. En su Chica en un vestido rojo (1934) y La camisa azul (1935), utiliza técnicas modernas e innovadoras para sus retratos de las personas jóvenes de Harlem. Camisa azul se cree que es un retrato de Jacob Lawrence. Durante este tiempo él también creó Man Seated with Travel Bag (c. 1938-40), que muestra el ambiente sórdido y sombrío, en contraste con el trabajo como el vodevil cargada de racismo (c. 1930) y caricatura al estilo de un hombre con la cara pintada de negro.
Inspirado en su viaje hacia el sur, Alston comenzó su "serie de la familia" en la década de 1940. y angulosidad venir a través de los rostros de los jóvenes en sus retratos " "Sin título (Retrato de una niña)ySin título (Retrato de un niño). Estos trabajos también muestran la influencia que escultura africana tenía en su retrato, que muestra, con el retrato de un niño,muestra más cubista características. Más tarde, retratos de familia muestran la exploración de Alston de simbolismo religioso, color, forma y espacio. Sus retratos de grupos familiares a menudo sin rostro, que dice Alston es la forma en que la América blanca vistas negros. Pinturas como Familia(1955) muestran a una mujer sentada y un hombre de pie con dos hijos - los padres parecen casi solemne, mientras los niños se describen como la esperanza y con un uso del color hecho famoso por Cézanne. En el Grupo Familiar(c. 1950) Alston uso de gris y ocre, los que reúne a los padres y el hijo como si con motivos geométricos conectándolos entre sí como si un enigma. La simplicidad de la mirada, el estilo y la emoción en la familia es un reflejo y probablemente inspirado por viaje al sur de Alston. Su trabajo durante este tiempo ha sido descrita como "caracterizado por el uso reductivo de forma combinada con un sol de tonos". Durante este tiempo también comenzó a experimentar con tinta y pintura de lavado, visto en obras como Retrato de mujer(1955), así como la creación de retratos para ilustrar la música que lo rodeaba en Harlem. CantanteBlues # 4muestra una cantante en el escenario con una flor blanca en el hombro y un vestido rojo intenso, reminisecent de Ella Fitzgerald. Chicaen unvestido rojo se cree que puede ser Bessie Smith, para quien la dibujó varias veces cuando estaba grabando y actuando. El jazz fue una influencia importante en el trabajo de Alston y la vida socila, en representación de sí mismo en otros trabajos como jazz (1950) y Harlem en la noche. 
El movimiento de derechos civiles 1960 influyó en su obra en gran medida con las obras de arte influenciadas por las relaciones de desigualdad y de la raza en los Estados Unidos. Una de sus pocas obras de arte religioso fue creada en 1960, la cabeza de Cristo, con un angular Amedeo Modigliani en su retrato de Jesucristo. Siete años más tarde se crea Nunca lo decía en serio, ¿verdad, Sr. Charlie?, Que, en un estilo similar a la cabeza de Cristo muestra a un hombre negro de pie contra un cielo rojo "mirando tan frustrado como cualquiera persona puede mirar ", de acuerdo con Alston.

#### Modernismo
Experimentando con el uso de negativos y formas orgánicas en la década de 1940, a mediados de 1950 Alston comenzó a crear todo tipo de pinturas de estilo modernista. Mujer con flores (1949) ha sido descrita como un tributo a Amedeo Modigliani y el arte africano hace otra aparición fuerte en Ceremonial (1950). 
Obras sin título durante la era de mostrar el uso de la superposición de colores con colores apagados para crear simples resúmenes de capas aún viven. Símbolo (1953) se refiere al Guernica de Picasso, que era una de las obras favoritas de Alston
Su trabajo de final de la década de 1950, Walking sirve como un precursor de la década de 1960: Movimiento por los derechos civiles en Estados Unidos La pintura, que se inspiró en la red Montgomery Bus Boycott, ha llegado a representar "el aumento de la energía entre los afroamericanos para organizar en su lucha por la plena igualdad". Acerca de la obra de arte, Alston se cita "La idea de una marcha fue creciendo... Fue en el aire y esta obra acaba de llegar. Lo llamé Walking a propósito. No era la militancia que se vio más tarde. Fue un paseo, no muy definido que se remonta, sin duda.

#### Blanco y Negro
El movimiento por los derechos civiles en Estados Unidos de la década de 1960 fue una gran influencia para Alston. Considerado como uno de sus períodos más poderosos e impresionantes, en la década de 1950 comenzó a trabajar hasta en blanco y negro hasta mediados de 1960. Algunas de las obras son simples esbozos de tinta negra sobre papel blanco, similar a un Test de Rorschach. 
Untitled (c. 1960) muestra un campeonato de boxeo con gran sencillez, con un intento de expresar el drama de la lucha a través de tan solo unas pocas pinceladas. Alston trabajó con óleo sobre Masonite durante este periodo. Gris, blanco y negro se unen para luchar por un espacio en un arte abstracto, en una forma más suave que la obra de Franz Kline. Alston continuó explorando la relación entre los tonos monocromáticos en toda la serie que Wardlaw describe como "algunas de las obras más profundamente bellas del siglo XX en el arte americano".

### Murales
Las primeras obras de Charles Alston se inspiraron en la obra de Aaron Douglas, Diego Rivera y José Clemente Orozco. En 1943, Alston fue elegido al Consejo de administración de la Sociedad Nacional de Pintores Murales. Él creó los murales para el Hospital de Harlem, Golden State Mutual, Museo Americano de Historia Natural, la Escuela Pública 154, la familia del Bronx, el Tribunal Penal y el Abraham Lincoln High School de Brooklyn, Nueva York.

#### Mural del Hospital de Harlem

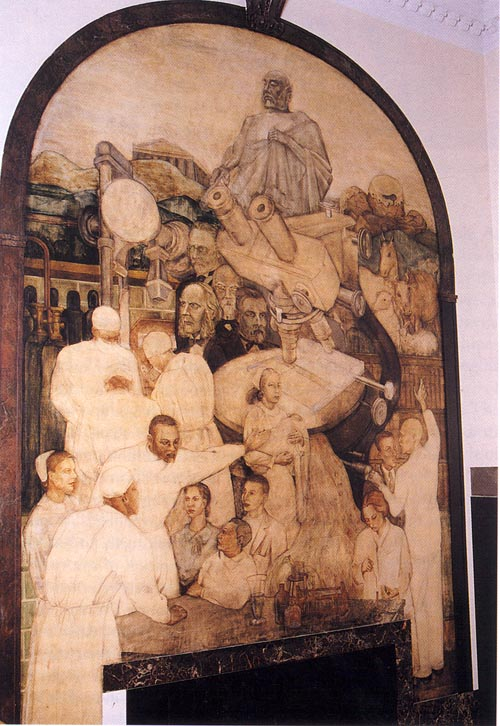
La medicina moderna(1936) en el Hospital de Harlem

Originalmente contratado como pintor de caballete, en 1935, Alston se convirtió en el primer supervisor afrodescendiente en trabajar para la Works Progress Administration en su Federal Art Project en Nueva York, que también serviría como su primer mural trabajo En este momento se le otorgó Número WPA Proyecto 1262 - una oportunidad de supervisar a un grupo de artistas durante la creación de Murales y supervisar su pintura para el Hospital de Harlem. La comisión de gobierno por primera vez otorgada a los artistas afroamericanos, incluyendo Beauford Delaney, Seabrook Powell y Vertis Hayes También tuvo la oportunidad de crear y pintar su propia contribución a la colección:.Magic in Medicine y Modern Medicine. Estas pinturas fueron parte de un díptico completado en 1936 y representan la historia de la medicina en la comunidad afroamericana. Beauford Delaney trabajó como asistente. A la hora de crear los murales Alston se inspiró en la obra de Aaron Douglas, que un año antes había creado la obra de arte público Aspects of Negro Life para la New York Public Library, e investigado las tradiciones de la cultura africana, incluyendo medicina tradicional africana. Magic in Medicine representa a la cultura africana y se considera uno de los "primeros escenarios públicos de los Estados Unidos de África". Todos los dibujos murales presentados fueron aceptadas por la FAP, sin embargo, cuatro se les negó la creación por el hospital superintendente Lawrence T. Dermody y el comisionado de los hospitales SS Goldwater, debido a la excesiva cantidad de afroamericanos en representación de las obras. Los artistas lucharon la respuesta a través de cartas y cuatro años más tarde logró obtener el derecho de completar los murales. Los bocetos para Magicen MedicinayMedicina Moderna se exhibe en el Museo de Arte Moderno de Nueva York "Nuevos horizontes en el arte americano"

##### Conservación
Los murales de Alston fueron colgados en el Pabellón de la Mujer del hospital encima de radiadores destapados, lo que provocó que las pinturas se deterioraran por el vapor. En 1959, Alston estima, en una carta a enviada al Departamento de Obras Públicas de Nueva York, que la restauración costaría 1.500 dólares, pero los fondos nunca fueron adquiridos. En 1968, tras la muerte de Martin Luther King Jr., Alston recibió otro encargo, para la creación de otro mural para el hospital, para ser colocado en un pabellón que llevaría el nombre del asesinado lider de los derechos civiles, se tituló Man Emerging from the Darkness of Poverty and Ignorance into the Light of a Better World (hombre saliendo de la oscuridad de la pobreza y la ignorancia a la luz de un mundo mejor). 
Después de la muerte de Alston en 1977 se formó un comité, incapaz de recaudar fondos para la conservación de los murales originales. En 1991, la Municipal Art Society, (Sociedad Municipal de Arte) puso en marcha un programa de murales y los murales del Hospital de Harlem fueron elegidos. Una subvención de la hermana de Wilson Alston Rousmaniere y de su hermanastra Aida Bearden Winters ayudó a completar la restauración de las obras en 1993. En el año 2005 del Hospital de Harlem anunció un proyecto de restauración de 2 millones de dólares.

#### Murales de la Golden State Mutual
A finales de 1940 Alston se involucró en un proyecto de mural encargado por la Golden State Mutual Life Insurance Company, que pidió a los artistas crear trabajos que implicasen aportaciones afroamericanas al asentamiento de California. Alston colaboró con Hale Woodruff en los murales en un gran estudio de Nueva York, donde utilizaron escaleras para llegar a la parte superior del lienzo. Las obras de arte, que se consideró "una contribución invaluable para el arte narrativo americano", consta de dos paneles: Exploration and Colonization, d'Alstom i Settlement and Development de Woodruff. La pieza de Alstom trata sobre el periodo post-colonial de 1527 a 1850. James Beckworth, Biddy Mason y William Leidesdorff son retratados en el mural histórico. Los murales, que fueron dados a conocer en 1949, han estado en exhibición en el vestíbulo de la sede central de Golden State Mutual. Debido a la crisis económica Golden State se vio obligado a vender toda su colección de arte para protegerse de sus deudas y en la primavera del 2011, el Museo Nacional de Historia y Cultura Afroamericana ofreció 750.000 dólares para comprar las obras de arte, hecho que llevó a una controversia con respecto a la importancia de las obras de arte que se han estimado en un valor de al menos $ 5 millones. Se pidió que los murales fueran declarados como símbolo de la ciudad por el Los Angeles Conservancy. El Estado de California declinó la propuesta filantrópicas para mantener los murales en su ubicación original y el Smithsonian retiró su oferta. Los murales están en espera de destino en los tribunales de California

### Escultura
Alston también creó esculturas. Head of a Woman, (Cabeza de mujer)(1957) muestra su avance hacia un "enfoque reduccionista y moderno de la escultura.... donde los rasgos faciales se sugirien en lugar de una formulación completa en tres dimensiones". En 1970, Alston recibió el encargo de la Iglesia de la Comunidad de Nueva York de crear un busto de Martin Luther King Jr. por $ 5.000, con número limitado de copias. En 1990 el busto de bronce de Martin Luther King Jr. (1970), se convirtió en la primera imagen de un afrodescendiente Expuesta en la Casa Blanca.

### Recepción
El crítico de arte Emily Genauer declaró que Altson se negó a ser encasillado, en relación con su exploración de diversas obras de arte en su Patron Lemoine Pierce dijo sobre el trabajo de Alston: «Nunca pensé en él como un artista innovador, Alston generalmente ignora las tendencias de arte popular y viola muchas de las convenciones del arte, ha realizado pinturas abstractas y figurativas a menudo al mismo tiempo, negándose a ser estilísticamente coherente, y durante su carrera de 40 años trabajó prolíficamente y sin pedir disculpas, tanto en el arte comercial como en las bellas artes». 
Romare Bearden describe Alston como «[...] uno de los artistas más versátiles, cuya enorme habilidad lo llevó a una diversidad de estilos [...]». Bearden describe también la profesionalidad y el impacto que Alston tuvo en Harlem y la comunidad afroamericana: «Fue un artista consumado y una voz en el desarrollo del arte afroamericano que nunca dudó de la excelencia de la sensibilidad de todas las personas y la capacidad creativa durante su larga carrera profesional, Alston ha enriquecido considerablemente la vida cultural de Harlem. En un sentido profundo, era un hombre que construyó puentes entre los artistas afroamericanos y entre los estadounidenses en distintos campos.» June Jorda describe a Alston como "un artista americano de primera magnitud"

## Exposiciones importantes
- A Force for Change, group show, 2009, Spertus Museum, Chicago
- Canvasing the Movement, group show, 2009, Reginald F. Lewis Museum of Maryland African-American History & Culture[20][21]
- On Higher Ground: Selections From the Walter O. Evans Collection, group show, 2001, Henry Ford Museum, Michigan[22]
- Rhapsodies in Black: Art of the Harlem Renaissance, group show, 1998, Corcoran Gallery of Art, Washington D. C.[23]
- In the Spirit of Resistance: African-American Modernists and the Mexican Muralist School, group show, 1996, The Studio Museum in Harlem, New York[24]
- Charles Alston: Artist and Teacher, 1990, Kenkeleba Gallery, New York[1]
- Masters and Pupils: The Education of the Black Artist in New York, 1986, Jamaica Arts Center, New York[25]
- Hundred Anniversary Exhibition of Paintings and Sculpture, 1975, Liga de estudiantes de arte de Nueva York, Nueva York
- Solo exhibition, 1969, Huntington Hartford Gallery of Modern Art, New York.
- Solo exhibition, 1968, Fairleigh Dickinson University, New Jersey[1]
- A Tribute to Negro Artists in Honor of the 100th Anniversary of the Emancipation Proclamation, group show, 1963, Albany Institute of History and Art[3]